# Campeonato de Oceanía de Balonmano Masculino de 2012
El campeonato de Balonmano de Oceanía de 2012 fue el quinto campeonato oficial en la categoría de balonmano masculino. Se celebró el 22 y el 23 de junio en Australia y fue ganado por el mismo país.
Australia y Nueva Zelanda jugaron dos partidos para determinar el ganador